# Tauchermesser

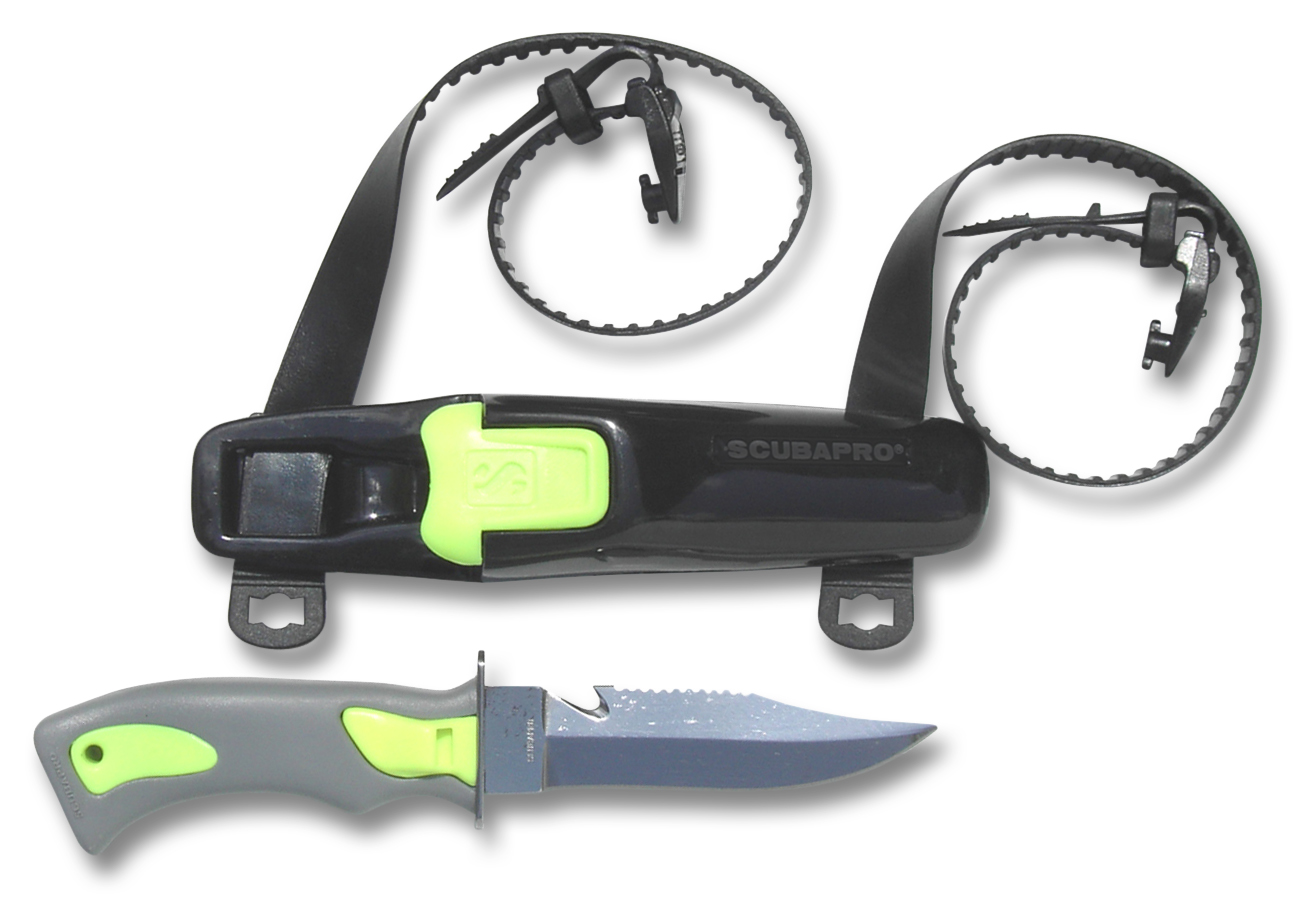
Modernes Tauchermesser mit Griff und Messerscheide aus Kunststoff. Die Befestigungsriemen sind aus elastischem Gummi gefertigt

Ein Tauchermesser ist ein speziell auf die Bedürfnisse von Tauchern abgestimmtes Messer.

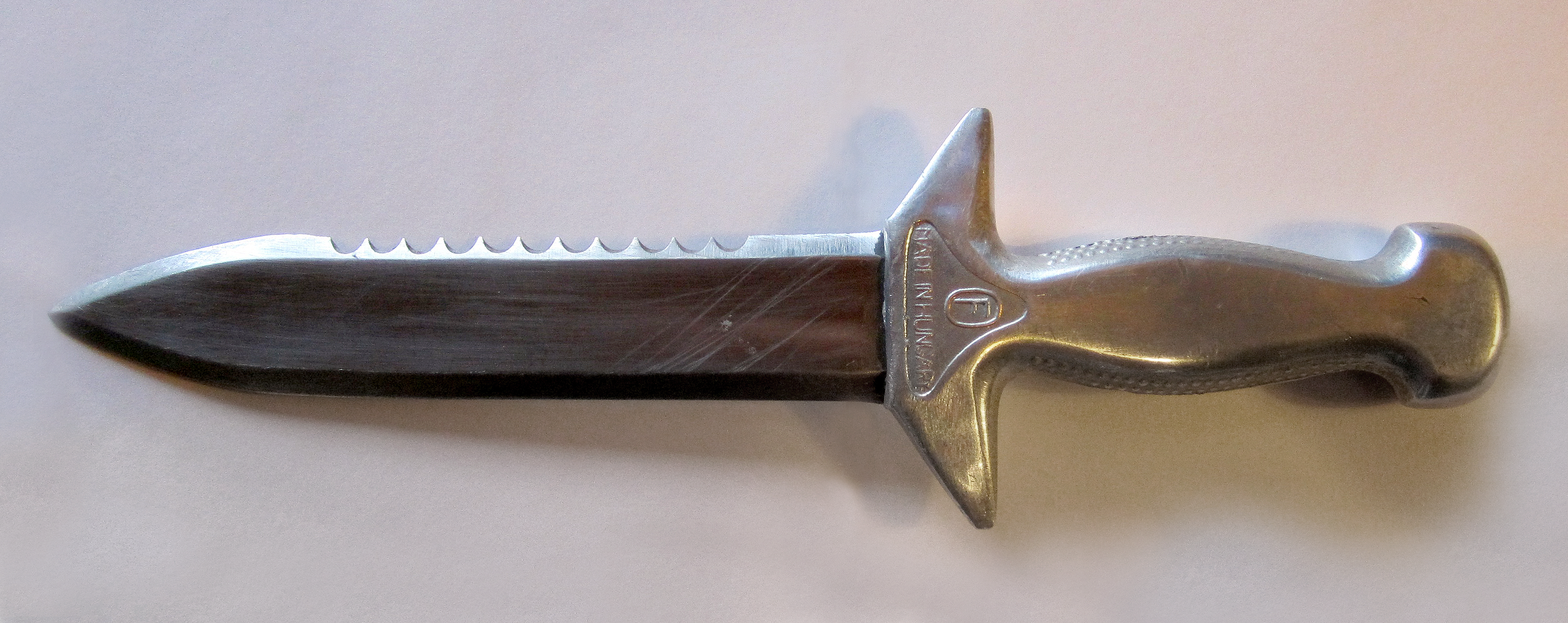
Ältere Version eines Tauchermessers mit Metallgriff zur Signalgebung im Notfall (durch Klopfen auf die Druckluftflasche)

## Beschaffenheit
Ein Tauchermesser sollte stets einen ausgeformten und weitgehend (durch)rutschfesten Griff haben. Die Klinge sollte auf der einen Seite über einen stark geschärften glatten Schliff und auf der anderen, zum erleichterten Durchtrennen von faserigem Material, über einen Wellenschliff verfügen. Eine Klinge mit spezieller sackartiger Beuge zum Zertrennen von Kunststoffschnüren ist empfehlenswert (in der Abbildung am oberen Klingenrand kurz vor dem Griff). 
Bei manchen Modellen kann die Klinge auch als Hebel und der Griff als Hammer dienen. Der Messergriff muss in Form und Größe zudem gut durch Handschuhe handhabbar sein, das Messer selbst ist mittels Befestigungsmitteln (Band, Raste, Sorgeleine, Verschraubung) verlustsicher in der Scheide unterzubringen.
Außerdem sollte das Tauchermesser über einen Fangriemen verfügen, damit es nicht unwiederbringlich in der Tiefe oder im Bodensediment versinkt, falls es einmal aus der Hand fällt.

## Einsatzzweck

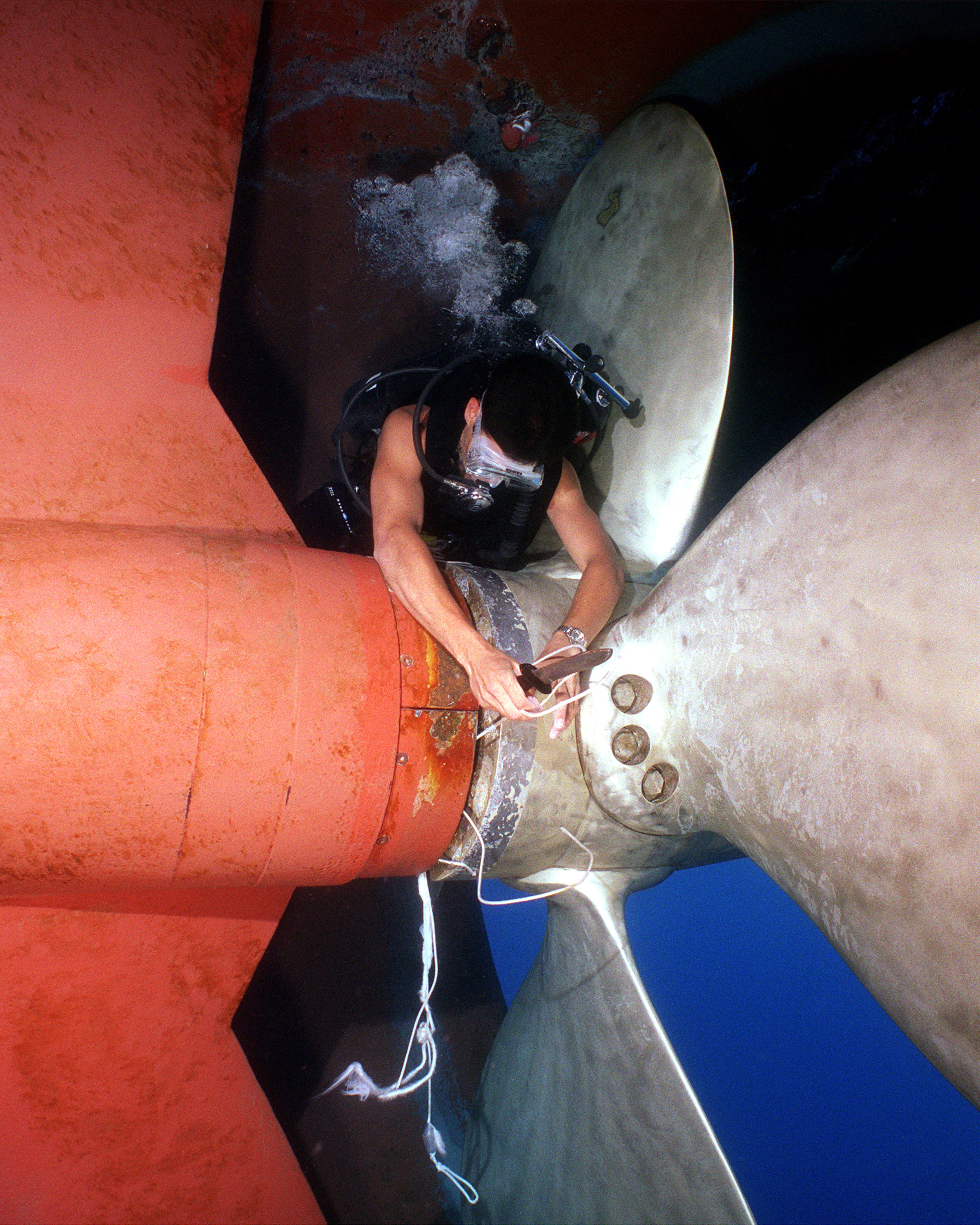
Navy-Taucher schneidet mit seinem Tauchmesser eine schwere Angelschnur ab

Ein Tauchermesser stellt ein Notfallinstrument dar, mittels welchem der Taucher sich und andere aus einer Gefahrensituation, wie etwa dem Hängenbleiben in Netzen, Seilen, Angelschnüren etc. befreien kann. Es sollte daher in unbekannten Gewässern immer mitgeführt werden.

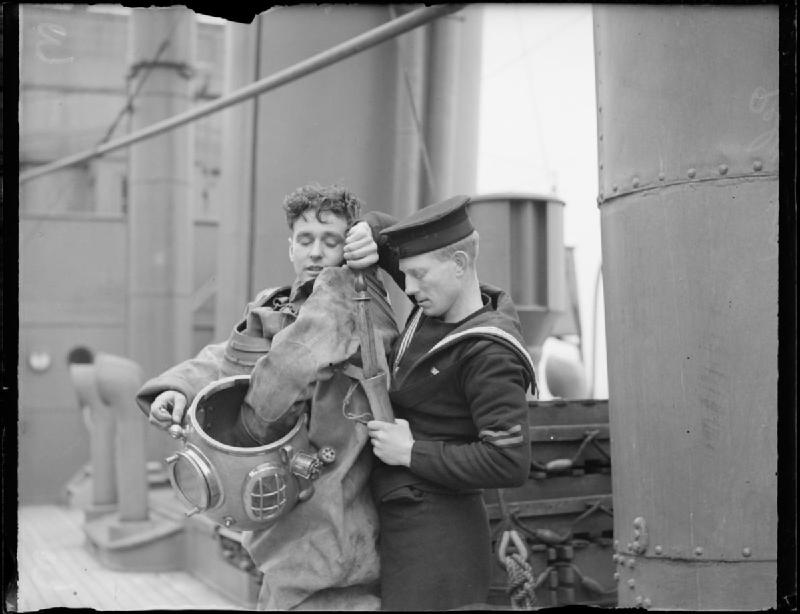
Helmtaucher der Royal Navy. Bei diesen Grundtauchern wurde das Tauchermesser hauptsächlich zum Beseitigen von störender Vegetation eingesetzt

Insbesondere ältere Tauchermesser sind oft mit einem Metallknauf ausgestattet, der es dem Taucher, insbesondere durch Schlagen des Knaufes auf seine Druckluftflasche, ermöglicht akustische Signale auszusenden. Moderne Messer verfügen in der Regel über keinen Metallknauf mehr, doch kann die Klinge entsprechend zur akustischen Signalgebung genutzt werden. Ein Tauchermesser stellt jedoch keinen Ersatz für sicherheitsrelevante Signalmittel, insbesondere Oberflächensignalmittel, dar.
Entgegen weitläufiger Meinung lassen sich Meeresbewohner mit einem Tauchermesser nicht effektiv abwehren. Eine Notwendigkeit besteht dafür ebenso höchst selten. Für Extremsituationen (wie zum Beispiel Hai-Angriffe etc.) wurde das sog. Wasp Knife entwickelt.

## Verwendung

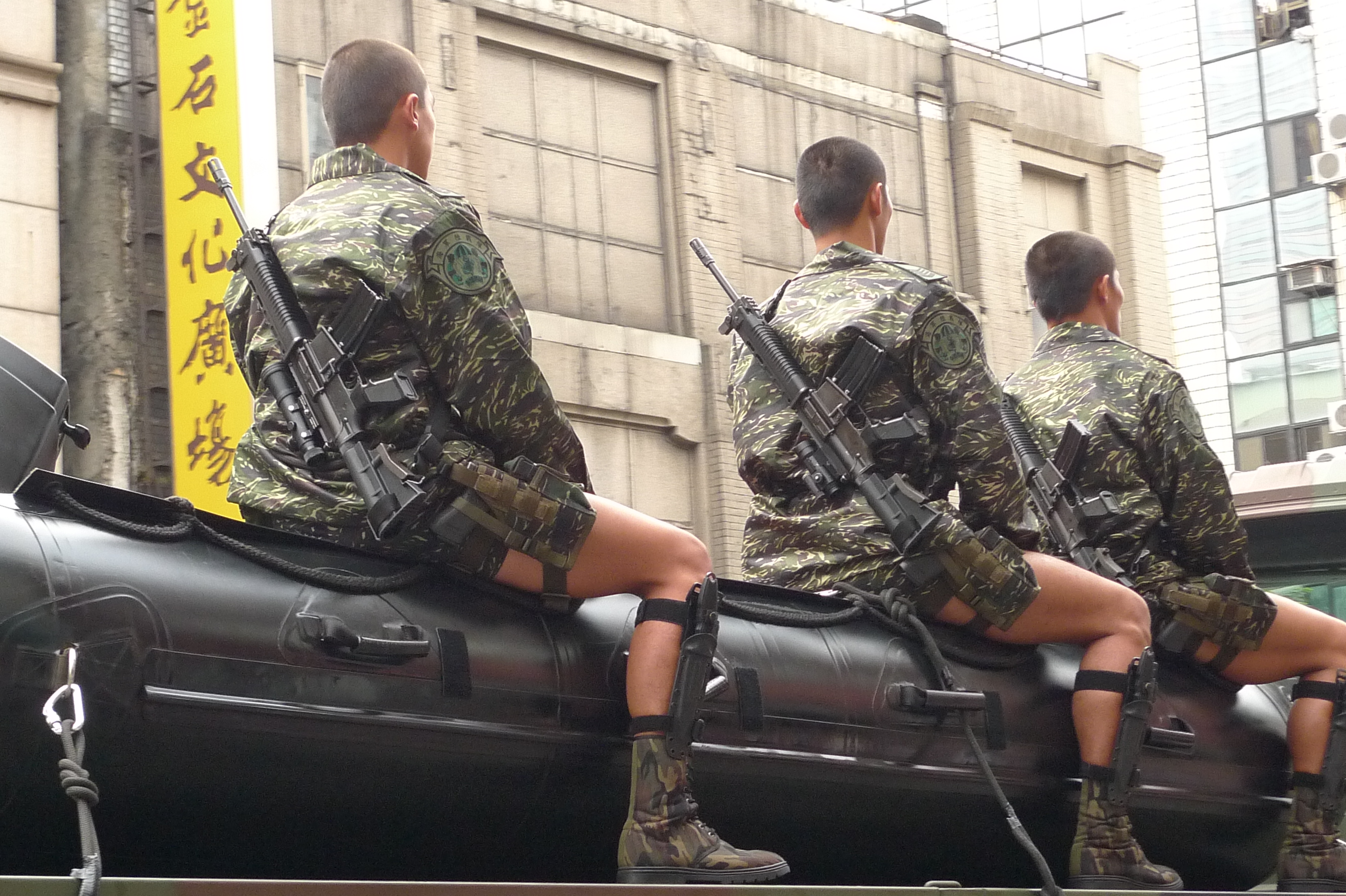
Taiwanesische Kampfschwimmer mit Tauchmesser am Unterschenkel

Tauchermesser gibt es in verschiedenen Ausführungen. Größere Messer werden in einer speziellen Halterung mit zwei Riemen am Unterschenkel des Tauchers befestigt. Ein großes Tauchermesser ist aber meist hinderlich, weshalb routinierte Taucher diese an der Innenseite des Unterschenkels befestigen oder mittelgroße bis kleinere Messer bevorzugen. Keinesfalls sollte man das Tauchermesser an einem abwerfbaren Bleigurt befestigen, denn falls man diesen in einem Notfall lösen muss, geht das Messer verloren, oder es kann beim Herausziehen die Ausrüstung beschädigen. Kleinere Tauchermesser werden oft auch am Unterarm getragen oder an der Tarierweste befestigt, wobei darauf zu achten ist, dass der Gebrauch des Messers nicht durch Taucheruhr oder Tauchcomputer eingeschränkt ist. Insgesamt ist es empfehlenswert, das Messer so zu tragen, dass man es mit beiden Händen bequem erreichen kann.

## Varianten
Auch bei rostfreien Klingen ist zu beachten, dass die Mehrzahl der Edelstähle in chloridhaltigen Medien wie Meerwasser durchaus korrosionsgefährdet sind.
Es gibt Spezialstähle, die dagegen resistent sind, was man den Klingen im Allgemeinen aber nicht ansieht. Daher ist eine Pflege der Messer (in Süßwasser spülen und einfetten) empfehlenswert. Alternativen sind Messerklingen aus Keramik. Sie sind jedoch vergleichsweise teuer, und Keramik ist spröde und leicht brüchig. Es werden auch Messer mit Klingen aus dem Metall Titan angeboten. Titan ist leichter als Edelstahl und ebenso bruchfest. Zugleich zeichnet sich Titan durch eine hohe Korrosionsbeständigkeit in Salzwasser aus.